# Ruben Houkes
Ruben Houkes (Schagen, 8 juni 1979) is een voormalig Nederlands judoka.
Hij kwam uit voor de club Kenamju uit Haarlem. Houkes was een lichtgewicht, dat wil zeggen dat hij in de klasse onder 60 kilo uitkwam. Op het WK 2007 in Rio de Janeiro werd hij wereldkampioen. In de finale versloeg hij Nestor Chergiani uit Georgië. Daarmee werd hij de eerste Nederlandse wereldkampioen in zijn gewichtsklasse, en na Anton Geesink (1961, 1964, 1965), Wim Ruska (1967, 1971), Guillaume Elmont (2005) en Dennis van der Geest (2005) de vijfde Nederlandse wereldkampioen judo bij de mannen.
Door deze prestatie verzekerde hij zich ook van een ticket voor de Olympische Zomerspelen van 2008 in Peking waar hij de bronzen medaille haalde door de Israëlier Gal Yekutiel met ippon te verslaan. Eerder verloor hij in de halve finale van de latere olympisch kampioen uit Zuid-Korea, Choi Min-Ho.
Op Europese kampioenschappen won Houkes tweemaal brons, in 2005 en 2006. Houkes maakte in 2009 bekend per direct te stoppen met judo. Sindsdien werkt hij soms als commentator bij grote judotoernooien voor de NOS.
In het dagelijks leven is hij directeur van een sportmarketingbureau, dat onder andere de belangen behartigt van de broers Guillaume en Dex Elmont. Houkes is getrouwd met judoka Dani Libosan.
De bronzen medaille voor Houkes was de eerste Nederlandse medaille van de Olympische Spelen in 2008.

## Palmares

### Olympische Spelen
- 2008 Peking, China (– 60 kg)

### Wereldkampioenschappen
- 2007 Rio de Janeiro, Brazilië (– 60 kg)

### Europese kampioenschappen
- 2008 Lissabon, Portugal (– 60 kg)
- 2006 Tampere, Finland (– 60 kg)
- 2005 Rotterdam, Nederland (– 60 kg)

### Super Wereldbeker
- 2006 Moskou, Rusland (– 60 kg)
- 2008 Parijs, Frankrijk (– 60 kg)

### Wereldbeker
- 2007 Boedapest, Hongarije (– 60 kg)
- 2007 Rome, Italië (– 60 kg)
- 2005 Warschau, Polen (– 60 kg)